# Haploglenius peruvianus
Haploglenius peruvianus is een insect uit de familie van de vlinderhaften (Ascalaphidae), die tot de orde netvleugeligen (Neuroptera) behoort. 
Haploglenius peruvianus is voor het eerst wetenschappelijk beschreven door Van der Weele in 1909.